# 송이균
송이균(宋二均, 1885년 2월 28일~1927년 11월 27일)은 한국계 미국인으로 한국의 독립운동에 힘썼다.

## 생애
1885년 2월 28일, 조선 평양에서 태어난 그는 1913년에 미국 샌프란시스코로 떠나 대한인국민회에 가입하며 한국 독립운동에 참여했다.
1920년, 새로 구성된 대한민국 임시정부의 독립신문사에 재정을 지원을 맡았으며, 프린스턴 지역 한인 및 중국 한인 가족들의 구호를 위해 활동했다. 1921년과 1922년에는 새크라멘토 지역 의회와 맥스웰 지역 협회의 재무관으로서 독립운동 자금의 공급 역할을 맡았다.

## 같이 보기
- 한국의 역사
- 한국의 독립운동
- 대한인국민회
- 신한민보
- 송오균